# Fournisseur de services d'applications
Pour les articles homonymes, voir FAH et ASP.
Un fournisseur de services d'applications ou fournisseur d'applications en ligne (termes recommandés en France par la DGLFLF), aussi appelé fournisseur d'applications hébergées ou FAH (ou Application Service Provider en anglais ou ASP), est une entreprise qui fournit des logiciels ou des services informatiques à ses clients au travers d'un réseau (Internet en général).
Le plus grand intérêt de ce modèle est de fournir un accès à des applications particulières (comme un programme de facturation médicale) en utilisant un protocole standard comme le protocole HTTP. La notion de software as a service tend à remplacer celle d'ASP (2007).

## Histoire
L'ASP peut être considéré comme descendant indirect du « service bureau » des années 1960 et 1970, en ceci que leur but premier est de permettre à des clients de pratiquer l'externalisation sur des applications spécifiques et ainsi de leur permettre de recentrer leur attention sur leurs métiers premiers. Le but de ces bureaux était d'associer à l'informatique la notion d'outil, qui fut dans un premier temps proposé par John McCarthy lors d'une présentation au MIT en 1961[réf. nécessaire].

## Le modèle ASP: avantages et inconvénients
L'application logicielle installée sur le système informatique du vendeur est accessible par l'utilisateur à travers un navigateur web ou grâce à un logiciel client fourni par le vendeur. Le logiciel du client peut également faire l'interface avec le serveur[Lequel ?] en utilisant des API et/ou un langage de communication utilisant généralement XML. Ces API peuvent également être utilisées par un logiciel développé en interne pour accéder à différents types de services ou de données.

### Avantages
Cette approche présente plusieurs avantages, parmi lesquels :
- le mode ASP peut permettre un déploiement plus rapide dans l'entreprise, en épargnant les coûts et délais associés à la mise en place d'une infrastructure technique (serveurs, réseau, logiciels de base…) ;
- les problèmes d'intégration de l'application sur l'architecture du client sont dans une certaine mesure éliminés. Il est fréquent, toutefois, que l'on ait besoin d'interfaces, permettant d'échanger automatiquement des données entre l'ASP et les autres applications du système d'information de l'entreprise cliente ;
- d'autres bénéfices relèvent plutôt des approches « progicielles » en général, que du mode ASP :
  - le coût des applications est ventilé sur de nombreux clients,
  - le vendeur acquiert une expérience plus grande de la part de ses multiples clients et peut ainsi en faire profiter ses applications ;
- l'application n'est pas installée sur un PC client et est donc accessible de n'importe quel point connecté au réseau Internet dans le monde à partir d'un simple navigateur web.

### Inconvénients
On peut également noter certains inconvénients :
- le client doit accepter de confier à son ASP des données critiques de l'entreprise, telles que la base de données de ses employés (ne serait-ce que pour leur authentification), de ses clients, de ses produits, de ses fournisseurs, etc. ;
- les clients doivent accepter une solution généraliste fournie par l'ASP, qui est configurable pour correspondre au plus grand nombre de clients possible, mais qui ne correspond pas précisément à leur besoin (même problème qu'avec les PGI ou ERP). Seuls les plus gros clients peuvent influer sur les décisions de développement ;
- le client doit avoir confiance en son ASP pour lui fournir des informations critiques quant à son travail. L'ASP est également responsable de fonctionnalités critiques du métier de ses clients. Ceux-ci n'ont plus la main sur le système en cas de dysfonctionnement ;
- l'ASP complique la réalisation des interfaces entre l'application externalisée et les autres applications du système d'information du client. C'est d'autant plus délicat que les connexions entrantes dans le système d'information sont en principe interdites et soumises à dérogation ;
- en matière de disponibilité, le fournisseur se doit d'avoir un taux de disponibilité proche de 100 %. Celle-ci est également liée à la disponibilité du lien réseau entre le client et l'ASP ;
- le fonctionnement distant de l'application implique un temps de transit des données plus important qu'en fonctionnement local. Ce temps peut être contrebalancé par un temps de traitement moins important grâce à l'utilisation de serveurs plus puissants et mieux optimisés.

## Types de fournisseurs
Il y a quatre types d'entreprises ASP :
- l'ASP spécialiste (ou fonctionnel) : fournit une application seule, comme le processus de paiement par carte de crédit ;
- l'ASP vertical : fournit une solution sous forme de progiciel pour un type de client spécifique comme les dentistes ;
- l'ASP entreprise : fournit un spectre complet de solutions ;
- l'ASP local : fournit aux PME des services dans une zone géographique limitée.

Quelques analystes identifient l'ASP de volume comme un cinquième type. Il s'agit simplement d'un spécialiste ASP qui offre des solutions packagées à bas coût via leur propre site web. PayPal fut un exemple de ce type.
En plus de ces types d'entreprise, quelques grosses entreprises aux lignes de métiers diverses (comme IBM), utilisent le concept ASP comme un modèle économique particulier applicable à des clients spécifiques.

## Exemples d'applications ASP
Début 2005, une large gamme d'applications sont devenues disponible au public grâce au modèle ASP. Il existe des applications simples et gratuites comme les calendriers en ligne de Yahoo et Google.
D'autres prestataires proposent d'héberger n'importe quelle application en mode ASP.

## Économie de l'ASP
L'importance de ce marché est reflété par sa taille : début 2003, les estimations du marché des États-Unis d’Amérique s'étendait entre 1,5 et 4 milliards de dollars[réf. nécessaire].
Les applications en ligne à la demande sont utilisées en 2006 dans la plupart des processus d’entreprise, notamment les ressources humaines, la vente, le marketing et la relation client. Cependant, des différences significatives sont à noter aussi selon la taille des entreprises interrogées. Ainsi, il apparaît que :
- les applications propres aux achats et aux ressources humaines sont davantage présentes dans les entreprises de plus de 1 000 salariés ;
- alors que celles relatives à la vente, au marketing et à la relation client, à la finance et à la communication d’entreprise semblent recueillir plus de suffrages auprès des TPE et des PME.

En termes de secteurs d’activité, quelques distinctions sont également mises en avant :
- Les applications relatives aux achats sont plus prépondérantes dans l’industrie et dans le secteur du transport et de la logistique.
- Celles relatives à la vente, au marketing et à la relation client sont fortement présentes dans les secteurs de la distribution, de l’informatique et des télécommunications, mais aussi dans le transport et la logistique.
- Celles relatives aux ressources humaines sont quant à elles présentes de façon relativement homogène dans tous les secteurs étudiés.